# ラブユー東京
ラブユー東京（ラブユーとうきょう）は、1966年4月1日に発売された黒沢明とロス・プリモスのデビュー・シングル（規格品番：CW-460）。

## 解説
この曲は黒沢明とロス・プリモスの代表曲とされる。
ロス・プリモスがビクターからクラウンへ移籍した後、初めて吹き込んだ曲。
初回出荷はわずか1000枚に留まった。発売当初のA面曲は「涙とともに」であった。実際、当時のロス・プリモスは自身のテーマ曲として「涙とともに」を歌うことが多かった。しかし発売から半年後、山梨県甲府市のホステスの間で「ラブユー東京」が話題になり、また作曲した中川博之と友人で後に推理作家としてデビューする内田康夫が制作に係わった深夜ラジオで連夜「ラブユー東京」を流し、次第に知名度が上がる。
ロス・プリモスは自らキャバレーやレコード店を回って18万枚もの歌詞カードを配布し、プロモーションに務めた。
1967年7月、同品番でジャケットデザインを差し替え、「ラブユー東京」がA面曲に昇格する。旧版ジャケットは2色刷りのロス・プリモスのメンバーの写真が使用されており、新版ジャケットはカラー印刷の夜景と女性の写真が使用されている。
A面/B面入れ替え・ジャケット差し替え前のレコードの売上は累計で4〜5万枚程度であったが、有線放送から人気になり、1967年9月からは毎日1万枚、ピーク時には1日に3万枚も売れた。1967年12月17日から4日間、日劇で「ラブユー東京」の100万枚突破記念ショーが開催された。
オリコンシングルチャートが正式に発表されるようになった1968年1月4日付で1位を獲得し、記念すべき1曲目の1位獲得曲となった。但し、実際には1967年の段階で既にオリコンの発表した総合売上（シングルチャート）、有線放送へのリクエストランキング、ジュークボックスの使用回数ランキングでそれぞれ1位を獲得している。オリコンチャートが正式に発表されて以後の同チャート圏内でのセールスでは30万枚そこそこだが、実際には1967年の段階で既にヒットしている。
グループ・サウンドなど、20歳以下の低年齢層を対象にした楽曲が歌謡曲のレコード売上の多くを占めた当時、珍しく大人に支持されヒットした曲として話題になった。
1966年に発売された音源の他に1991年の新録音版もあり、2004年の全曲集には1991年版の方が収録されている。また2006年に発売された40周年記念のベスト盤には1966年版と1991年の音源の二種類が揃って収録されている（1991年版の方には「1991バージョン」と記されている）。
「ラブユー東京」の累計売上は通算250万枚に達するとされる。
1985年3月21日、なぎら健壱がLP『青春ラリアート』を発売。同アルバムに、この歌のタイトルをパロディ化し、日本のスポーツ新聞『東京スポーツ』について歌った「ラブユー東京スポーツ」が収録された。同曲は同年3月7日付の『東京スポーツ』13面にて取り上げられた。ただし、似ているのはタイトルのみでメロディは全く異なる。

## 収録曲
オリジナル版（1966年）
- 両楽曲共に、作曲・編曲：中川博之

1. 涙とともに
作詞：木村伸
2. ラブユー東京
作詞：上原尚

新録音版（1991年）
- 両楽曲共に、作曲：中川博之、編曲：竜崎孝路

1. ラブユー東京
作詞：上原尚
2. たそがれの銀座
作詞：古木花江

## 続編など

### ラブユー東京パートII
「ラブユー東京」の続編として「ラブユー東京パートII」（ラブユーとうきょうパートII）が、1986年6月21日に発売された。ロス・プリモスの通算55枚目のシングル（規格品番：CWA-365）。

#### 収録曲
- 両楽曲共に、作曲：中川博之、編曲：小杉仁三

1. ラブユー東京パートII [03:38]
作詞：星野哲郎
2. 博多中洲は雨あがり [04:10]
作詞：水木れいじ

### ラブユー貧乏
1986年9月6日から『オレたちひょうきん族』（フジテレビ）で、明石家さんまを進行役に何人トリオ（村上ショージ、Mr.オクレ、前田政二）が、ロス・プリモスのコーラスをバックに貧乏ネタを披露するコーナー「ラブ・ユー・貧乏」がレギュラー放送された。
ロス・プリモスは、ひょうきん族の構成作家だった高橋秀樹が貧乏ネタを織り交ぜ作詞した楽曲『ラブユー貧乏』を、1987年4月1日にシングルレコード（クラウンレコード CWA-414）とカセットテープとして発売し、同年7月時点で5万枚以上を売り上げるヒットとなった。ただし当曲では、タイトルのうち歌詞でリフレインする部分が元曲と異なる。

#### 収録曲
- 両楽曲共に、作詞：高橋秀樹・上原尚、作曲：中川博之、編曲：斉藤恒夫

1. ラブユー貧乏（セリフ編） [02:59]
台詞構成：徳永淳
2. ラブユー貧乏（ボーカル編） [03:08]

## カバー
- ザ・ピーナッツ - 『華麗なる ザ・ピーナッツの世界 50年だよピーナッツ!』に収録。
- 八代亜紀 - 『いつの日も歌を…』に収録。
- 小泉今日子 - ドラマ『明日はアタシの風が吹く』で歌唱。
- 中森明菜 - 『ムード歌謡 〜歌姫昭和名曲集』に収録。編曲は村田陽一。
- 美川憲一
- 黒木憲
- 桑田佳祐 - この曲が子供の頃の思い出の歌謡曲であることを述べており、2004年3月10日に行われた父・久司の葬儀・告別式で喪主として挨拶をした際に、それにまつわるエピソードを語ったうえでギターを弾きながら歌っている[9][10]。また、サザンオールスターズの2014年末の年越しライブ『ひつじだよ! 全員集合!』では桑田が同年の秋に紫綬褒章を受章したことにちなんで、受章への喜びやそれに対するファン、メンバー、スタッフへの感謝の念や褒章が「みんなの褒章」であるといった事を込めた歌詞にし、『ラブユー褒章』というタイトルで替え歌を披露した[11]。
- 山下達郎－カバー曲ではないが、シュガーベイブの代表曲「ダウンタウン」の歌詞の冒頭「七色 の黄昏」と２番の冒頭「シャボン玉 のように」は、ともに『ラブユー東京』から頂いた単語であると言っている。また、自身のラジオ番組の珍盤奇盤怪盤の特集にて「ラブユー貧乏」をかける事が多い。
- 上野旬也とロス・プリメーロ オルケスタ - ライブで披露している[12]。また、『銀座Night倶楽部Vol.1』にて「ラブユー東京パートII」をカバー。